# Aidesios (Neuplatoniker)
Aidesios (griechisch Αἰδέσιος Aidésios; * zwischen 280 und 290; † zwischen 352 und 355) war ein spätantiker Philosoph der neuplatonischen Richtung. Er war ein Schüler des Iamblichos und gründete eine Philosophenschule in Pergamon.

## Leben
Aidesios stammte aus Kappadokien. Seine Familie war sehr vornehm, aber wenig begütert. Sein Vater schickte ihn nach Griechenland, wo er eine Ausbildung zum Geschäftsmann erhalten sollte. Er beschloss jedoch Philosoph zu werden, was sein Vater nach anfänglichem Widerstand akzeptierte. Einer Anekdote zufolge wollte ihn der Vater zuerst davonjagen und fragte, welchen Gewinn ihm die Philosophie einbringe. Darauf erwiderte Aidesios, er habe einen großen Gewinn von der Philosophie, nämlich die Fähigkeit, seinem Vater auch dann, wenn er von ihm davongejagt werde, Ehrerbietung zu erweisen.
Später begab sich Aidesios nach Syrien und trat dort in die Schule des berühmten Neuplatonikers Iamblichos ein, die sich sehr wahrscheinlich in Apameia am Orontes befand. Nach dem Tod des Iamblichos (um 320/325) waren Aidesios und Sopatros von Apameia die angesehensten Angehörigen der Schule. Aidesios scheint nach Sopatros’ Ausscheiden dessen Nachfolger als Schulleiter geworden zu sein, doch löste sich die Schülergruppe anscheinend bald auf, und die Philosophen verstreuten sich im Reich. Aidesios ließ sich zunächst in seiner kappadokischen Heimat nieder, wo er einige Zeit auf einem kleinen Landgut das zurückgezogene Leben eines Ziegenhirten führte. Dort spürten ihn jedoch lernbegierige Schüler auf, die sich nicht damit abfinden wollten, dass er sein Wissen für sich behielt. Ihrem Drängen folgend entschloss er sich zum Unterrichten und zur Betätigung in einer Gemeinschaft von Lehrenden und Lernenden, obwohl ihm ein Orakelspruch die kontemplative Einsamkeit als besseren Weg der Annäherung an den göttlichen Bereich empfohlen hatte. Seine Güter vertraute er einem Verwandten an, dem Philosophen Eustathios, der ebenfalls ein Schüler des Iamblichos war. Er verließ Kappadokien und ging nach Pergamon. Dort gründete er eine eigene Philosophenschule und genoss hohes Ansehen. Später kam Eustathios’ Frau Sosipatra – offenbar nach einer Trennung von ihrem Mann – ebenfalls nach Pergamon und erteilte dort Philosophieunterricht, und Aidesios kümmerte sich um die Erziehung ihrer drei Söhne. Die Studenten besuchten regelmäßig sowohl seine als auch ihre Lehrveranstaltungen. Bei ihm stand die Gelehrsamkeit im Vordergrund, bei ihr wurde besonders der religiöse Aspekt des neuplatonischen Wissensstrebens betont.
Die gesamte Schule des Iamblichos war dezidiert pagan und stand somit in Opposition zum damals erstarkenden, von der kaiserlichen Macht geförderten Christentum. Wie die anderen Neuplatoniker dieser Richtung war auch Aidesios ein entschiedener Anhänger der alten griechischen Religion. In den Auseinandersetzungen zwischen „Heiden“ und Christen übte er aber Zurückhaltung, und hinsichtlich seiner eigenen religiösen Praxis war er diskret.
Eunapios berichtet, dass Aidesios bei seinen Schülern den Sinn für das „Menschliche“ (to anthrópinon, to anthrópeion) und für soziale Verantwortung zu fördern versuchte, da er bemerkte, dass sie sich von ihrer Bildung zur Arroganz verleiten ließen und das Interesse am Alltagsleben verloren. Zu diesem Zweck zog er mit ihnen nach dem Unterricht durch die Straßen von Pergamon und unterhielt sich mit Geschäftsleuten und Handwerkern über deren Angelegenheiten.
Aus seiner Schule gingen prominente Philosophen hervor: Maximos von Ephesos, Chrysanthios von Sardes, Eusebios von Myndos und Priskos. Das Ansehen des Aidesios bewog den späteren Kaiser Julian, ihn im Jahr 351 aufzusuchen. Julian nahm am Unterricht des schon betagten Aidesios teil, war davon begeistert und wollte seinen Lehrer reichlich beschenken, was der Philosoph jedoch ablehnte. Später übertrug Aidesios wegen seines fortgeschrittenen Alters seinen Schülern Chrysanthios und Eusebios die Aufgabe, Julian zu unterweisen; Maximos hielt sich damals in Ephesos auf, Priskos in Griechenland. Aidesios soll – eine Bemerkung Plotins aufgreifend – gesagt haben, wenn Julian zur Weisheit der verborgenen Lehren vorgedrungen sei, werde er sich schämen, geboren zu sein und ein Mensch genannt zu werden. Schließlich ging Julian nach Ephesos, um dort seine philosophische Ausbildung bei Maximos fortzusetzen. Als Julian im November 355 zum Caesar ernannt wurde, war Aidesios nicht mehr am Leben.